# Lino Cassani
Monsignor Lino Cassani (Gravellona Lomellina, 8 luglio 1869 – Novara, 30 novembre 1963) è stato un presbitero, storico e archeologo italiano. È annoverato tra i padri della storiografia novarese.

## Biografia

### Infanzia e formazione

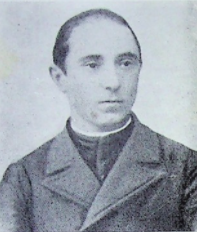
Lino Cassani in gioventù

Apparteneva alla numerosa famiglia dei Cassani, valenti agricoltori che per cinque secoli avevano coltivato le terre delle nobili famiglie novaresi Tornielli e Bellini a Garbagna Novarese, Gravellona Lomellina e Borgolavezzaro. Durante la prima metà del XX secolo diversi membri della famiglia intrapresero la carriera ecclesiastica, divenendo figure amate e rispettate della Chiesa novarese.
Lino era figlio di Giuseppe (1841 - Novara, 16 ottobre 1927), combattente nella battaglia di Magenta, che contrastò per anni il brigantaggio borbonico in Sicilia e partecipò alla presa di Roma del 20 settembre 1870, tornando infine alla vita agricola a Gravellona Lomellina, San Pietro e Garbagna Novarese. Proprio a Garbagna il figlio Lino trascorse l'infanzia felice presso la tenuta Borghetto, dove la famiglia era affittuaria da decenni.
Tra l'agosto del 1882 e il 1886 fu studente di ginnasio nel torinese. Presso l'oratorio di Valdocco conobbe e fu allievo di Giovanni Bosco, per cui provò sempre grande affetto ed immensa ammirazione. Fu uno dei pochi allievi di Giovanni Bosco a non farsi salesiano.

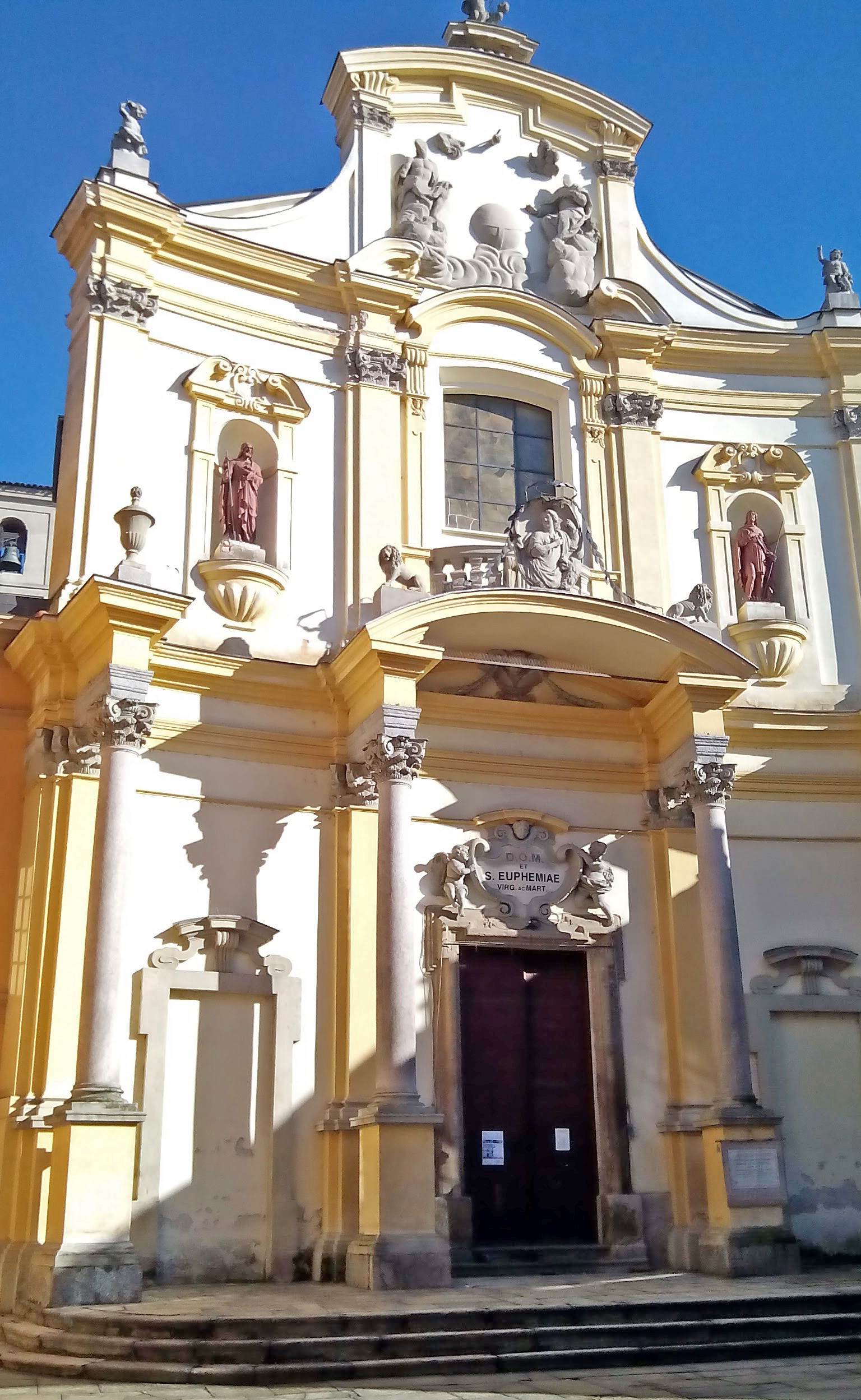
Chiesa di Sant'Eufemia, di cui Lino Cassani fu parroco dal 1900 al 1938

Fu infine ordinato sacerdote l'8 luglio 1893 e si laureò in teologia l'8 luglio 1899 a Roma.

### Ministero e passione per arte e storia
(Alessandro Aspesi, Mons. Prof. don Lino Cassani)
Svolse il suo ministero in provincia di Novara e Vercelli, presso le parrocchie di San Pietro Mosezzo, Campertogno (1893-1895), Mollia e Sant'Eufemia (1900-1938).
Grande appassionato di studi storici e archeologici, nella seconda metà degli anni '10 incontrò e divenne amico di Giovanni Battista Morandi, allora studente universitario, quando a questi fu affidato il patrimonio reperti della defunta Società Archeologica. Morto Morandi nell'autunno del 1915, continuò la sua opera seguitando a pubblicare sul Bollettino Storico per la Provincia di Novara (fondato da Morandi stesso) e fondando assieme ad Alessandro Viglio la Società Storica Novarese nel 1920, della quale fu incaricato cassiere. Nel 1926, in occasione del giubileo di sacerdozio, la Società Storica lo commemorò ufficialmente con doni, testimonianze d'affetto e visita al Convitto Nazionale, di cui fu educatore e direttore spirituale. Durante l'assemblea della Società, Alessandro Viglio ne annunciò l'onorificenza di Cavaliere dell'Ordine della Corona d'Italia.
Data la passione e la competenza dimostrata per gli studi storici e storico-artistici, tra il 1925 e il 1935 fu diverse volte nominato membro della commissione provinciale ed ispettore per la conservazione dei monumenti e del patrimonio storico ed artistico, assieme allo stesso Viglio.
Nel 1929 ottenne la carica di camerlengo segreto del papa.
Dall'inizio del XIX secolo, a Novara era iniziata la divulgazione dei documenti dell'Archivio del Capitolo dei Canonici della Cattedrale, parte dell'Archivio Storico Diocesano. L'operazione fu inizialmente portata avanti da professori universitari o di liceo, quali Ferdinando Gabotto, Augusto Lizier e Giovanni Battista Morandi. Vi partecipò anche Lino Cassani, che lavorò sino al 1937 con Mario Tosi e Gottardo Mellerio per la pubblicazione dei volumi delle Consignationes beneficiorum diocesis Novariensis: si tratta della trascrizione di un volume pergamenaceo di 400 pagine manoscritte, contenenti le proprietà ecclesiastiche della diocesi di Novara nel 1347, commissionato dal vescovo di allora, Guglielmo da Cremona. Il valore di tale documento, riconosciuto già dai vescovi successori come un vero e proprio catasto, risiedeva nel prevenire contestazioni o appropriazioni indebite di proprietà tra la popolazione e il clero.
Nel 1938, dopo 50 anni di parrocchia, divenne parroco emerito di Sant'Eufemia, fu nominato canonico del Duomo di Novara (incarico che comprendeva la conservazione dell'archivio capitolare, compito assai congeniale ai suoi interessi e che adempì con straordinario impegno) e ricoprì la cattedra di Morale e Arte Sacra nel Seminario Teologico. Fu anche membro del Monte di Pietà.
Finita la seconda guerra mondiale, nel gennaio 1946, il commissario della Deputazione Subalpina di storia patria Francesco Lemmi nominò Cassani commissario della sezione locale e tentò di convincerlo a mantenerla sotto l'egida della sede centrale. La risposta giunse il 28 giugno 1946, durante l'assemblea generale della sezione: citando i meriti della sezione e il recente appoggio ottenuto dalla Banca Popolare di Novara, Cassani propugnò (ed ottenne) il ripristino dell'originaria Società Storica Novarese, libera ed indipendente.
A marzo 1946 perse la madre, giunta alla veneranda età di 97 anni.
Fu in seguito investito di ulteriori cariche nella gerarchia ecclesiastica: prelato domestico il 20 marzo 1952 e prevosto del Capitolo nel 1962.

### Ultimi anni
Negli ultimi anni si ritirò a vita privata, nel suo appartamento di via Mossotti a Novara, assieme alla sorella Angela che lo assisteva. Parte dell'appartamento era stato convertito a vero e proprio museo, con rari pezzi d'antiquariato di grandissimo valore: quadri, frammenti d'affreschi, statue, tappeti, pizzi, ceramiche, incisioni. Data l'età, il vescovo gli concesse di celebrare messa fra le mura domestiche, come fece anche in occasione del suo 70º anniversario di ordinazione sacerdotale, nel luglio 1963.

### Morte
Nel pomeriggio del 30 novembre 1963 morì improvvisamente, nel mentre di scrivere un'opera sugli artisti novaresi. L'impianto a gas dell'appartamento ebbe una fuga che causò da principio una forte nausea alla sorella. Nel tentativo di soccorrerla, il Cassani fu colto da infarto e le si accasciò accanto, nel bagno. Nella casa in quel momento non era presente nessun altro. L'allarme fu lanciato da un venditore che suonò alla porta e si insospettì di non ricevere risposta; i soccorritori furono costretti a penetrare nell'appartamento attraverso una finestra, trovando il sacerdote ormai senza vita e la sorella priva di sensi. Entrambi furono portati in ambulanza all'ospedale, dove fu constatato il decesso per asfissia da gas del Cassani e venne ricoverata la sorella, che sopravvisse (morirà sei anni dopo, nel 1969, a 95 anni).
Tutti i suoi averi furono ereditati dai salesiani.

## Riconoscimenti
La Società Storica Novarese commemorò la scomparsa del proprio socio con un articolo di Alessandro Aspesi, direttore del Bollettino, nel primo numero del 1964.
Nel 1978 il comune di Novara gli intitolò una via nel quartiere Sacro Cuore.
Nel 1994 il giornalista e scrittore Romolo Barisonzo gli dedicò un capitolo nel terzo volume della serie Novaresi bella gente, ove è descritto di aspetto trasandato e «conversatore affascinante».

## Opere
Una lista parziale delle pubblicazioni di Lino Cassani, in ordine cronologico:
- Il primo ventesimo dell'opera salesiana in Novara, Novara, Tip. F.lli Miglio, 1913.
- Lino Cassani, Gottardo Mellerio e Mario Tosi, Consignationes beneficiorum dioecesis Novariensis factae anno 1347 tempore reverendissimi domini Guglielmi episcopi, Novara, Tip. E. Cattaneo, 1937.
- Lino Cassani e Ernesto Colli, Memorie storiche di Garbagna Novarese, Novara, Tip. Pietro Riva e C., 1948.
- Le sacre funzioni propiziatorie celebrate in Novara per la Prima Guerra d'Indipendenza (con l'elenco dei caduti alla Bicocca), Novara, Tip. E. Cattaneo, 1949.
- L'esposizione dei cimeli, degli scritti e dei ritratti del ven. Bascapè - La biblioteca privata di Mons. Bascapè, Novara, Tip. E. Cattaneo, 1951.
- Lino Cassani e Ernesto Colli, Vespolate nella sua storia, Novara, Tip. Provera, 1956.
- Repertorio di antichità preromane e romane rinvenute nella Provincia di Novara, Novara, Società Storica Novarese, 1962.

### Bollettino Storico per la Provincia di Novara
Una lista parziale degli articoli pubblicati sulla rivista della Società Storica Novarese:
- Gli affreschi quattrocenteschi della cascina Avogadro nel comune di Novara, n. 3, 1917,  pp. 77-86.
- La parrocchialità della chiesa di S. Andrea in Novara nel secolo XII, n. 1, 1920,  pp. 1-27.
- La basilica di S. Michele in Oleggio, n. 3, 1920,  pp. 125-153.
- Le origini di Gravellona Lomellina, n. 3, 1925,  pp. 179-211.
- La chiesa di S. Ambrogio in Novara, n. 4, 1925,  pp. 349-353.
- Di un antico affresco nella Basilica di S. Michele in Oleggio, n. 4, 1927,  pp. 451-464.
- Gli arazzi del Duomo di Novara, n. 4, 1930,  pp. 361-388.
- Un importante e sconosciuto monumento romano a Novara ed altri ritrovamenti archeologici, n. 4, 1932,  pp. 495-502.
- Montorfano di Mergozzo e la sua chiesa, n. 1/2, 1933,  pp. 97-139.
- Le «Consignationes» dei benefici ecclesiastici novaresi nel 1347, n. 1, 1935,  pp. 92-116.
- I ritrovamenti archeologici nella "Novara quadrata" dei Romani, n. 2/4, 1937,  pp. 299-341.
- Dov'era la basilica-sepolcro di San Gaudenzio, n. 1, 1954,  pp. 1-4.